# Beata inconcinna
Beata inconcinna är en spindelart som först beskrevs av George William Peckham och Elizabeth Maria Gifford Peckham 1895.  Beata inconcinna ingår i släktet Beata och familjen hoppspindlar. Inga underarter finns listade.